# Haworthiopsis limifolia var. arcana
Haworthiopsis limifolia var. arcana, coneguda abans com Haworthia limifolia arcana, és una varietat de Haworthiopsis limifolia i està dins del gènere Haworthiopsis.

## Descripció
Hawortthiopsis limifolia var. arcana és una petita suculenta no tuberculosa, amb una alçada de menys de 15 cm i una llargada d'entre 7 a 15 cm. Té les fulles triangulars, de color verd fosc i brillants; amb aproximadament amb el mateix nombre de crestes aspres que la varietat limifolia. Les seves flors són blanques.

## Distribució
Aquesta varietat es distribueix al sud de la província sud-africana de Mpumalanga, concretament a una ciutat grangera de Hectorspruit.

## Taxonomia
Haworthiopsis limifolia var. arcana va ser descrita per (Gideon F.Sm. i N.R.Crouch) G.D.Rowley i publicat a Alsterworthia Int., Special Issue 10: 4, a l'any 2013.
Etimologia
L'epítet varietal arcana deriva del llatí que significa "tancat".
Sinonímia
- Haworthia limifolia var. arcana Gideon F.Sm. & N.R.Crouch, Bradleya 19: 119 (2001). (Basiònim/Sinònim substituït)
- Haworthia arcana (Gideon F.Sm. & N.R.Crouch) Breuer, Gen. Haworthia 1: 7 (2010).[7]